# Рахимов, Мухаммад Загитович
Мухаммад Загитович Рахимов (род. 18 марта 1956, Сретенка, Фрунзенская область) — муфтий, председатель Российской ассоциации исламского согласия (Всероссийский муфтият), муфтий Духовного управления мусульман Ставропольского края.

## Биография
Окончил школу в 1974 году в г. Теберда. В 1974—1976 гг. служил в Ракетных войсках стратегического назначения (Загорск).
В 1982—1986 гг. учился в Черкесском строительном институте (специальность «инженер-строитель»). В 1983 г. поступил в Бухарское духовное училище «Мири-Араб» (Бухара), которое окончил в 1988 году. С 1990 г. — старший имам Усть-Джегутинского района Карачаево-Черкесии. С 2006 г. возглавлял соборную мечеть Пятигорска.
27 апреля 2010 г. избран председателем вновь созданной Централизованной религиозной организации «Духовное Управление мусульман Ставропольского края», муфтием Ставропольского края. М. Рахимов стал первым муфтием Ставропольского края, возглавляемое им духовное управление объединило 52 официально зарегистрированные общины края. Проводит работу по строительству и восстановлению мечетей в Ставропольском крае; особое внимание уделяет повышению квалификации имамов Ставропольского края.
8 декабря 2010 г. избран председателем Централизованной религиозной организации «Российская ассоциация исламского согласия (Всероссийский Муфтият)», муфтием Ставрополья.

## Взгляды
Поддержал российское нападение на Украину. В июле 2022 года, как «поддержавший агрессию России против Украины», был внесён ФБК в список разжигателей войны состоящий из лиц которые «используют свои религиозные организации для пропаганды агрессии и массового убийства», с предложением введения против него международных санкций.

## Награды
- Почётная грамота Президента Российской Федерации (4 сентября 2023 года) — за большой вклад в гармонизацию межрелигиозных и межнациональных отношений[5].